# Eilema sandakana
Eilema sandakana là một loài bướm đêm thuộc phân họ Arctiinae, họ Erebidae.